# Українське життя в Севастополі
Українське життя в Севастополі — україномовний портал, що об'єднує понад 20 різних сайтів культурної, освітньої та громадсько-політичної спрямованості. Засновником і головний редактор порталу — Владзімірський Микола Іванович.
Днем народження порталу є 29 березня 2000 р. Цього вечора за 3 години із одного із севастопольських кафе було переслано на сервер 6 Мб інформації.
Нині Портал Українське життя в Севастополі має, зокрема, такі сайти, створені та адмініструються Миколою Владзімірським:
- Бібліотека ім. Марії Фішер-Слиж http://www.ukrlife.org/main/library.html [Архівовано 28 липня 2011 у Wayback Machine.]

- «Весела Абетка» — для дітей і дбайливих батьків http://abetka.ukrlife.org/ [Архівовано 30 січня 2012 у Wayback Machine.]

- газета «Кримська Світлиця» http://svitlytsia.crimea.ua/ [Архівовано 9 грудня 2011 у Wayback Machine.]

- газета «Флот України» https://web.archive.org/web/20140326152759/http://fleet.sebastopol.ua/

- журнал «Морська Держава» https://web.archive.org/web/20090420171945/http://fleet.sebastopol.ua/morskaderzhava/

- журнал «Воєнна історія» http://warhistory.ukrlife.org/ [Архівовано 22 липня 2011 у Wayback Machine.]

- газета «Незборима Нація» http://nezboryma-naciya.org.ua/ [Архівовано 9 лютого 2018 у Wayback Machine.]

- Журнал «Вітчизна» http://vitchyzna.ukrlife.org/ [Архівовано 27 липня 2011 у Wayback Machine.]

- Кримський Форум https://web.archive.org/web/20111009135806/http://ukrlife.org/forum/

- Українська Греко-Католицька Церква в Севастополі http://ugcc.sebastopol.ua/

- Національна скаутська організація України НСОУ «Пласт» станиця Севастополь https://web.archive.org/web/20120625234306/http://plast.sebastopol.ua/

- Музей Лесі Українки в Ялті https://web.archive.org/web/20110727022029/http://lesiaukrainka.crimea.ua/

- Художник-кераміст Микола Вакуленко http://vakulenko.ukrlife.org/ [Архівовано 27 липня 2011 у Wayback Machine.]

- Художник Ярослав Миськів http://myskiv.ukrlife.org/ [Архівовано 27 липня 2011 у Wayback Machine.]

- газета «Наша Віра» http://nashavira.ukrlife.org/ [Архівовано 28 квітня 2007 у Wayback Machine.]

- Українська гірнича енциклопедія::Ресурси країн світу http://resource.ukrlife.org/ [Архівовано 27 січня 2012 у Wayback Machine.]

- Філофонія http://filofonia.ukrlife.org/ [Архівовано 27 липня 2011 у Wayback Machine.]

- Мега-ресурс Української Мудрості «Афоризми» http://aphorism.org.ua [Архівовано 6 січня 2012 у Wayback Machine.]

- Смішного! http://humour.ukrlife.org/ [Архівовано 27 липня 2011 у Wayback Machine.]